# 北京地下直径線
北京地下直径線（ペキンちかちょっけいせん）は、北京市東城区の北京駅と同豊台区の北京西駅を結ぶ中国国鉄の鉄道路線である。2つのターミナル駅を結ぶ連絡線の役割を果たす。

## 概要
北京駅と北京西駅を結ぶ連絡線の計画は1980年代から存在した。第8次5カ年計画（1991〜1995年）時に建設予定であったが技術的に困難であったため見送られた。その後、2005年12月24日に建設が開始され、当時は2008年の北京オリンピックまでに開通させる予定であったが余りに無謀な計画であったため数度にわたり工期が延長された。2013年7月に貫通、2014年12月30日より試運転が開始され、2015年3月20日に開業した。全長は9.156kmである。

## 駅一覧
- 北京駅 - 北京西駅